# Erlaufsee
Erlaufsee är en sjö i Österrike.   Den ligger i förbundslandet Steiermark, i den östra delen av landet, 90 km sydväst om huvudstaden Wien. Erlaufsee ligger 825 meter över havet. Arean är 0,46 kvadratkilometer. Den sträcker sig 0,6 kilometer i nord-sydlig riktning, och 1,3 kilometer i öst-västlig riktning.
I omgivningarna runt Erlaufsee växer i huvudsak blandskog. Runt Erlaufsee är det ganska glesbefolkat, med 48 invånare per kvadratkilometer.